# Oscar Schellekens
Le chevalier Oscar Marie Joseph Schellekens, né le 11 mars 1843 à Lokeren et décédé le 14 février 1930 à Gand fut un homme politique belge catholique.
Schellekens fut docteur en droit (RUG, 1868) et avocat au barreau de Termonde; en 1884, i lfut nommé administrateur de l' Académie de la ville de Termonde et en 1895 il fonda la Kunstgilde. Avec son fils Daniel, il créa en 1910 pour compte de la Société générale de Belgique, la Banque Centrale de la Dendre, première banque commerciale de la région. 
Il fut élu sénateur suppléant de l'arrondissement de Termonde-Saint-Nicolas en 1912, et remplaça ainsi le baron Emile de Neve de Roden (1918-19). Il se retira après comme avocat près de la Cour d'Appel de Gand.
Il fut créé chevalier en 1906. Il fut décoré de la Croix civique 1re classe et la médaille d'Or du comité National pour ses faits de guerre; officier de l'ordre de Léopold (1919).

## Œuvres
- Visite de Son Altesse Royale le prince Albert de Belgique à l'exposition des Beaux-Arts à Termonde, le 25 juin 1899. Allocution, Termonde, 1899.
- Les trois David Teniers, peintres. En deux parties, avec illustrations, 1re partie: Le Teniers à Termonde, Termonde, 1912.
- L'aménagement des villes. Termonde renaissante, Gand, 1919.
- La question des langues. Légalité des langues en Belgique sous l'égide de la liberté, Bruxelles, 1919.

## Généalogie
- Il est le fils de Jan-Eduard et Celestina-Anna Eeman.
- Il épousa en 1875 Flavia-Maria Verhaeghe.

## Sources
- Bio sur ODIS